# فهرست سوزنی‌برگان
- کاج پوست‌سفید
- کاج آلپی
- کاج شیلیایی
- کاج
- سرو
- سرو آزاد
- سرو کوهی
- سرو ناز
- زربین
- سیاه‌کاج
- کاج کره ای
- صنوبر نقره‌ای الجزایری شانه دار
- کاج برزیلی
- کاج اروپایی ژاپنی
- شربین
- کاج نوئل نروژی
- کاج نوئل شرقی
- سرو تبری  (Platycladus orientalis

)
- ارس (Juniperus Polycarpus)
- سرو خمره‌ای Thuja orientalis (Thuja)
- سرو نقره‌ای Cupressus arizonica
- کاج تهران Pinus eldaria
- آراوکاریاسیا (خانواده کاج مطبق)
- کاج شیلی Araucaria araucana
- کوری Agathis australis
- کوپرساسیا (خانواده سرو)
- سرو مدیترانه‌ای Cupressus sempervirens
- سرو لاسن Chamaecyparis lawsoniana
- ارس معمولی Juniperus communis
- سرو آلرس یا پاتاگونیایی Fitzroya cupressoides
- سوجی یا سرو ژاپنی Cryptomeria japonica
- سرخ چوب ساحلی Sequoia sempervirens

یا سرخ چوب غول پیکرGiant redwood , Sequoiadendron giganteum
- سیکویای چینی Metasequoia glyptostroboides
- سرو عریان Taxodium distichum

پیناسیا (خانواده کاج)
- کاج سفید غربی Pinus monticola
- کاج زبره Pinus longaeva
- کاج اسکاتلندی Pinus sylvestris
- صنوبر نروژی Picea abies
- کاج فرنگی Larix decidua
- صنوبر دوگلاسPseudotsuga menziesii
- صنوبر نقره‌ای Abies alba
- سرو لبنانی Cedrus libani

پداکارپاسیا (خانواده زردچوب)
- زرد چوب آفریقایی Afrocarpus falcatus
- توتارا Podocarpus totara
- تاگزاسیا (خانواده سرخدار)
- سرخدار معمولی Taxus baccata